# Dasineura rozhkovi
Dasineura rozhkovi är en tvåvingeart som först beskrevs av Boris Mamaev och Nikolskiy 1983.  Dasineura rozhkovi ingår i släktet Dasineura och familjen gallmyggor. Inga underarter finns listade i Catalogue of Life.